# Лебанон (Виргиния)
Лебанон (англ. Lebanon) — город и административный центр округа Расселл  в штате Виргиния США. По данным переписи 2020 года, численность населения составляла 3159 человек.

## Население
| 2010 | 2020  |
| ---- | ----- |
| 3424 | ↘3159 |